# Eugenes (ave)
Eugenes é um gênero de aves apodiformes pertencente à família dos troquilídeos, que inclui os beija-flores. Este gênero possui um total de duas espécies, mesmo que muito comumente, este seja considerado um gênero monotípico, a incluir apenas a espécie anteriormente conhecida como beija-flor-magnífico, que, após o desmembramento da última, originaria outra espécie, o beija-flor-de-talamanca, e alteraria o nome da primeira espécie para beija-flor-de-rívoli. Inicialmente consideradas coespecíficas, estas aves se distribuem desde o sudoeste dos Estados Unidos, seguindo por quase a totalidade do território mexicano ocidental, Guatemala, El Salvador, Nicarágua, finalizando perto da Costa Rica e a norte do Panamá, habitando as bordas, clareiras e, por vezes, no interior das florestas nubladas, florestas de pinheiros e também na linha de árvores de áreas montanhosas, visitando regularmente os bebedouros para pássaros. Como muitas das espécies de lampornitíneos e beija-flores em geral, se alimentam de néctar e ocasionalmente incrementam sua dieta com insetos e outros artrópodes. 
As duas espécies reconhecidas dentro deste gênero se encontram classificadas dentre as "espécies pouco preocupantes" conforme a Lista Vermelha da União Internacional para a Conservação da Natureza, com ambas as espécies apresentando estabilidade em suas populações. Estas aves estão entre uma minoria que abrange os troquilídeos de distribuição pelo hemisfério norte, acima da linha do equador.

## Descrição
Os beija-flores-magníficos apresentam em média de comprimento, entre 11 a 14 centímetros, tornando-os ligeiramente maiores do que a média geral, de 7.5 até 13.5 centímetros, mas ainda dentro da média da tribo dos Lampornithini, grupo a qual pertence. Sua massa corporal apresenta uma variação mais significativa, principalmente devido ao dimorfismo sexual, entre 6 a 10 gramas, com os machos sendo maiores do que as fêmeas. O beija-flor-de-rívoli está entre as maiores espécies que estão distribuídas nos Estados Unidos, rivalizando em tamanho com o beija-flor-de-garganta-anil (Lampornis clemenciae). Entre as características marcantes, estão seu bico preto longo e retilíneo ou ligeiramente curvado. Caso haja pouca incidência de luz solar, sua plumagem aparenta totalmente escura ou negra; com as cores vibrantes sendo mais visíveis com a iridescência. Durante o período que não está reproduzindo, a plumagem é mais opaca. Os machos adulto são verde-bronzeado na região dorsal, tornando-se mais bronzeado na cauda com ponta preta. A coroa é violeta, a garganta azul-esverdeada brilhante e, o resto da cabeça, preto, exceto por uma mancha branca atrás do olho. O peito é verde-bronzeado e o ventre acinzentado. A fêmea é verde-bronze no dorso e tem uma coloração ventral cinza opaca. Há uma faixa branca atrás de seu olho. As aves imaturas são como a fêmea, mas mais escuras e marrons.

## Distribuição e habitat
Os representantes do gênero são encontrados dentro de uma ampla área de distribuição, que abrange dois dos subcontinentes americanos, sendo estes o norte e central. O beija-flor-de-rívoli, apresenta uma área de distribuição mais próxima do neoártico, que inicia-se no sudoeste dos Estados Unidos, sendo encontrado principalmente pelo estado do Arizona, na Serra de Santa Rita; seguindo por quase toda a região central do México, passando por Oaxaca e Chiapas. Depois, agora em território centro-americano, se distribui em Guatemala, ao sul de Honduras e extremo norte de El Salvador, seguindo pela Nicarágua e, terminando sua distribuição na região central deste país. Enquanto a sua outra espécie, o beija-flor-de-talamanca, distribui-se exclusivamente na região entre a Costa Rica e ao norte do Panamá, na província de Chiriquí. Habita as as florestas de carvalho, encontrado parcialmente em clareiras e bordas de florestas, porém ainda, nas florestas secundárias próximas; ao que o beija-flor-de-rívoli habita as florestas de pinheiros, as florestas nubladas, assim como os interiores da floresta. Em relação à altitude, esta varia entre os 1500 aos 2500 metros acima do nível do mar, dependendo da área a qual se encontra. São frequentemente encontrados nas linhas de árvores.

## Sistemática e taxonomia
Esse gênero foi introduzido primeiramente no ano de 56,3, por um importante pesquisador e ornitólogo do Reino Unido durante o século XIX, John Gould, este o responsável pela nomeação e introdução deste novo gênero monotípico, Eugenes, originalmente visava a classificação dentro dos parâmetros em vigência na época o Trochilus fulgens, que depois passaria a ser conhecido como beija-flor-magnífico, descoberto por William John Swainson, um dos mais importantes e conhecidos ornitólogos e observadores de aves em atuação entre as décadas de 1800 a 1850, que seria o primeiro descritor desta espécie, em junho de 1827, com o seu tipo nomenclatural sendo encontrado em Temascaltepec, no México. Originalmente, beija-flor-magnífico abrangia uma única espécie, que tinha duas subespécies, sendo as: Eugenes fulgens fulgens e Eugenes fulgens spectabilis, respectivamente, beija-flor-magnífico e beija-flor-de-talamanca. Em 2017, entretanto, a taxonomia de Clements, publicado pelo Cornell Lab of Ornithology e pelo eBird, em conjunto com o North American Classification Committee e o International Ornithologists' Union, desmembraram a espécie, tornando-se em duas. Por ser uma espécie prioritária, o beija-flor-de-rívoli detém o nome binomial original. Na proposta, também era proposto a separação de E. fulgens viridiceps, que não ocorreu, pelo caso da mesma não ser ao menos reconhecida. Ainda, Handbook of the Birds of the World, publicado pela BirdLife International, a mais conservadora das instituições ornitológicas, reconhece a classificação com as duas subespécies e uma única espécie. O North American Classification Committee considera as duas espécies como monotípicas.

### Espécies[1][2]
- Eugenes fulgens (Swainson, 1827), beija-flor-de-rívoli — pode ser encontrado desde as montanhas do sudoeste dos Estados Unidos, seguindo pelo México, Guatemala, El Salvador, Honduras e Nicarágua
- Eugenes (fulgens) spectabilis (Lawrence, 1867), beija-flor-de-talamanca — pode ser encontrado nas cordilheiras central e de Talamanca na Costa Rica seguindo até a província de Chiriquí no Panamá